# Manfred Wagner (político)
Manfred W. Wagner (nascido a 14 de Janeiro de 1934) é um político aposentado alemão do Partido Social-Democrata da Alemanha. Serviu no Landtag de Saarland de 1970 a 1979, e no Parlamento Europeu de 1979 a 1989.
1. ↑  «2. Wahlperiode | Manfred W. WAGNER | Abgeordnete | Europäisches Parlament». www.europarl.europa.eu (em alemão). Consultado em 15 de dezembro de 2022